# Lyambirsky (huyện)
Huyện Lyambirsky (tiếng Nga: ? райо́н) là một huyện hành chính tự quản (raion), của Mordovia, Nga. Huyện có diện tích 1378 km², dân số thời điểm ngày 1 tháng 1 năm 2000 là 35200 người. Trung tâm của huyện đóng ở Lyamdyay.